# Albissola 2010
Albissola 2010, hay đơn giản là Albissola, là một câu lạc bộ bóng đá Ý, cùng đại diện cho các thị trấn Albissola Marina và Albisola Superiore, Tỉnh Savona, Liguria.

## Lịch sử
Câu lạc bộ, ban đầu được đặt tên là Associazione Sportiva Dilettantistica Albissola 2010, ra đời vào năm 2010 do kết quả của một số vụ sáp nhập liên quan đến các đội bóng khác nhau có trụ sở tại các thành phố giáp ranh của Albissola Marina và Albisola Superiore.
Bắt đầu với tư cách là một câu lạc bộ thi đấu tại Prima Categoria, ASD Albissola đã thăng hạng lần đầu tiên vào năm 2011-12. Trong 2015-16, đội đã bắt đầu leo lên trên tất cả các giải đấu nghiệp dư bằng cách chiến thắng liên tiếp các giải đấu khu vực Promozione và Eccellenza trong các mùa giải tiếp theo.
Trong năm 2017-18, ngay mùa đầu tiên xuất hiện ở Serie D, Albissola đã giành được vị trí đầu bảng, do đó đảm bảo cho mình một vị trí tham gia Serie C tại mùa giải 2018-19.
Do sự không phù hợp của sân vận động lịch sử "Faraggiana" tuân thủ các quy định của Serie C, Albissola bắt đầu mùa giải 2018-19 bằng cách chơi tạm thời các trận đấu trên sân nhà tại Stadio Comunale of Chiavari (cùng địa điểm với câu lạc bộ Serie C Virtus Entella) cho đến khi tìm cách lấp đầy sân vận động của Albissola hoặc xây dựng một sân nhà mới.

## Công ty
Ban giám đốc (2018-08-24 cập nhật) :
- liên_kết=|viền Claudia Colla Fantino - Chủ tịch
- liên_kết=|viền Gianpiero Colla - CEO
- liên_kết=|viền Cosimo Damiano Nuzzo - Tổng giám đốc
- liên_kết=|viền Andrea Mussi - Giám đốc thể thao
- liên_kết=|viền Mauro Bergonzi - Quản lý câu lạc bộ
- liên_kết=|viền Roberto Gambetta - Quản lý đội
- liên_kết=|viền Lorenzo Barlassina - Trưởng ban huấn luyện
- liên_kết=|viền Emiliano Vaccari - Tổng thư ký
- liên_kết=|viền Sam Nabi - Giám đốc tiếp thị
- liên_kết=|viền Luca Ghiglione - Đại lý báo chí
- liên_kết=|viền Carlo Nesti [3] - Người hỗ trợ truyền thông
- liên_kết=|viền Gino Passalacqua - Hậu cần
- liên_kết=|viền Marco Costantino - Quản trị trang web & quản lý phương tiện truyền thông xã hội
- liên_kết=|viền Mario Careddu - Quản trị trang web & quản lý phương tiện truyền thông xã hội